# Gemini űrhajó
A második generációs Gemini űrhajót az amerikai Gemini-programban használták. Fedélzetén két űrhajós is végezhetett két hétnél rövidebb űrrepüléseket. Eredetileg a Gemini űrhajót akarták eljuttatni a Holdhoz, de ezt később felváltotta az Apollo űrhajó.[forrás?] A Gemini két részből áll: űrhajós kabin és műszaki modul. Az űrhajós kabin egyben visszatérő egységként is szolgált. A műszaki modulban voltak az űrhajó fedélzeti berendezései (hajtómű, hajtóanyagtartályok stb.). Indítására a Titan II rakétát használták. Visszatéréskor az óceánra szállt le.